# Cena města Vídně za humanitní vědy
Cena města Vídně za humanitní vědy, německy Preis der Stadt Wien für Geisteswissenschaften, je ocenění, které uděluje město Vídeň od roku 1947 každoročně za zásluhy v oblasti humanitních věd. Je dotována částkou 8 000 euro.  

## Nositelé
- 1947: Leopold Wenger
- 1948: Richard Pittioni
- 1949: Friedrich Heer
- 1950: Charles A. Gulick
- 1951: Heinrich Klang
- 1952: Otto Rommel
- 1953: Eduard Castle
- 1954: Robert Reininger
- 1955: Viktor Kraft
- 1956: Fritz Novotny
- 1957: Heinrich Benedikt
- 1958: Kurt Donin
- 1959: Etta Becker-Donner
- 1960: Wilhelm Havers
- 1961: Karl Bühler
- 1962: Josef Keil
- 1963: Rudolf Egger
- 1964: Michael Pfliegler
- 1965: Hugo Hantsch, Karl Popper
- 1966: Otto Erich Deutsch
- 1967: Alfred Verdroß-Droßberg
- 1968: Adolf Merkl
- 1969: Edmund Hlawka
- 1970: Albin Lesky
- 1971: Wilhelm Mrazek
- 1972: Friedrich Nowakowski
- 1973: Eduard März
- 1974: Heinz Politzer
- 1975: Robert A. Kann
- 1976: Renate Wagner-Rieger
- 1977: Hermann Vetters
- 1978: Stephan Verosta
- 1979: Herbert Hunger
- 1980: Kurt Rothschild
- 1981: Eva Frodl-Kraft
- 1982: Karl Stadler
- 1983: Eduard Sekler
- 1984: Adam Wandruszka
- 1985: Wilhelm Weber
- 1986: Ernst Gombrich
- 1987: Erich Heintel
- 1988: Fritz Schwind
- 1989: Walter Kraus
- 1990: Heinrich Appelt
- 1991: Erich Zöllner
- 1992: Werner Hofmann
- 1993: Marie Albu-Jahoda
- 1994: Erika Weinzierl
- 1995: Adolf Holl
- 1996: Michael Mitterauer
- 1997: Wendelin Schmidt-Dengler
- 1998: Leopold Rosenmayr
- 1999: Norbert Leser
- 2000: Erich Streissler
- 2001: Ruth Wodak
- 2002: Helmut Konrad
- 2003: Manfried Welan
- 2004: Gerald Stourzh
- 2005: Anton Pelinka
- 2006: Christiane Spiel
- 2007: Manfred Wagner
- 2008: Helga Nowotny
- 2009: Herta Nagl
- 2010: Alfred Springer
- 2011: Ingrid Cella
- 2012: Oliver Rathkolb
- 2013: Herbert Hausmaninger
- 2014: Konrad Paul Liessmann
- 2015: Andre Gingrich
- 2016: Wolfgang Lutz
- 2017: Herlinde Pauer-Studer
- 2018: Manfred Nowak
- 2019: Verena Winiwarter[3]